# Virginia Slims of California 1989
Virginia Slims of California 1989 — жіночий тенісний турнір, що проходив на закритих кортах з килимовим покриттям Окленд-Аламеда-Каунті-Колізіем-Арена в Окленді (США). Належав до турнірів 4-ї категорії в рамках Туру WTA 1989. Тривав з 20 до 26 лютого 1989 року. Третя сіяна Зіна Гаррісон здобула титул в одиночному розряді.

## Фінальна частина

### Одиночний розряд
Зіна Гаррісон —  Лариса Савченко 6–1, 6–1
- Для Гаррісон це був 2-й титул за сезон і 19-й — за кар'єру.

### Парний розряд
Патті Фендік /  Джилл Гетерінгтон —  Лариса Савченко /  Наташа Звєрєва 7–5, 3–6, 6–2
- Для Фендік це був 3-й титул за сезон і 11-й — за кар'єру. Для Гетерінгтон це був 2-й титул за сезон і 9-й — за кар'єру.